# Erich Fechner
Erich Fechner (* 23. Dezember 1903 in Aachen; † 10. Februar 1991 in Tübingen) war ein deutscher Rechtswissenschaftler und Soziologe.

## Leben und Wirken
Erich Fechner wurde als Sohn eines Aachener Betriebsleiters geboren und studierte von 1923 bis 1928 sowie von 1934 bis 1941 Philosophie, Soziologie, Germanistik, Anglistik, Wirtschaftswissenschaft und Rechtswissenschaft an der Universität zu Köln sowie der Rheinischen Friedrich-Wilhelms-Universität Bonn. Bereits im Jahre 1927 wurde Fechner bei Max Scheler zum Dr. phil. promoviert. Seine erste Studienphase schloss Fechner 1928 mit dem Diplom-Volkswirt ab. Zwischen 1928 und 1934 war er als Syndikus tätig. Zum 1. Mai 1933 trat er in die NSDAP ein (Mitgliedsnummer 2.122.640). In seiner zweiten Studienphase wurde Erich Fechner 1937 zum Dr. iur. promoviert.
Zunächst war Fechner als wissenschaftlicher Assistent und ab 1941 als Dozent an der Universität Bonn tätig. Anschließend wurde er 1942 zunächst außerordentlicher Professor für Rechtsphilosophie, Rechtssoziologie, Handels-, Wirtschafts- und Arbeitsrecht an der Eberhard Karls Universität Tübingen. Ab 1944 war er Inhaber einer ordentlichen Professur. Zwischen 1943 und 1945 wurde seine Lehrtätigkeit durch Kriegsdienst und Gefangenschaft zeitweise unterbrochen. Im Jahr 1957 gründete er in Tübingen das Institut für Arbeits- und Sozialrecht. Fechner blieb dessen Direktor bis 1968. Er wurde 1969 vorzeitig emeritiert.
Fechner gehörte dem „wissenschaftlichen Beirat“ der Internationalen Gesellschaft für Nahrungs- und Vitalstoff-Forschung an. Er war evangelisch und mit der promovierten Psychologin Annelise Fechner-Mahn, geb. Binder, verheiratet. Sein Sohn Frank Fechner ist ebenfalls Jurist und Hochschullehrer.
Der wissenschaftliche Nachlass von Erich Fechner befindet sich in der Universitätsbibliothek Tübingen (Signatur: Mn 17).

## Veröffentlichungen (Auswahl)
- Der Begriff des kapitalistischen Geistes bei Werner Sombart und Max Weber. Ein Vergleich und ein Ausgleich. In: Archiv für Sozialwissenschaft und Sozialpolitik, Bd. 63 (1927), S. 93–120 u. 195–211 (= Dissertation Universität Köln).
- Der Begriff des kapitalistischen Geistes bei Werner Sombart und Max Weber und die soziologischen Grundkategorien Gemeinschaft und Gesellschaft. In: Weltwirtschaftliches Archiv, Bd. 30 (1929), S. 194–211.
- Führertum und Unternehmertum im Gesetz zur Ordnung der nationalen Arbeit (= Bonner rechtswissenschaftliche Abhandlungen, Bd. 39). Röhrscheid, Bonn 1937 (= Dissertation Universität Bonn).
- Das wirtschaftliche Unternehmen in der Rechtswissenschaft. Scheur, Bonn 1942.
- Die Treubindungen des Aktionärs.  Zugleich eine Untersuchung über das Verhältnis von Sittlichkeit, Recht und Treue. Böhlau, Weimar 1942 (= Habilitationsschrift Universität Bonn).
- Macht und Recht. In: Bildung und Erziehung. Zeitschrift für Pädagogik, Jg. 1950, H. 8, S. 563–575.
- Die Idee des Rechts in der Bildungsarbeit der höheren Schule. Ein Beitrag zur Frage der politischen Erziehung. Diesterweg, Frankfurt am Main 1951.
- Helmut Coings Grundzüge der Rechtsphilosophie. In: Archiv für Rechts- und Sozialphilosophie, Bd. 39 (1951), H. 3, S. 402–422.
- Recht und Politik in Adalbert Stifters Witiko. Stifters Beitrag zur Wesensbetrachtung des Rechts und zur Charakterologie und Ethik des politischen Menschen. Laupp, Tübingen 1952.
- Freiheit und Zwang im sozialen Rechtsstaat (=  Recht und Staat in Geschichte und Gegenwart, Bd. 174). Mohr, Tübingen 1953.
- Die soziologische Grenze der Grundrechte. Versuch einer Ordnung der einwirkenden Kräfte zum Zwecke ihrer besseren Beherrschung (= Recht und Staat in Geschichte und Gegenwart, Bd. 177). Mohr, Tübingen 1954.
- Rechtsphilosophie. Soziologie und Metaphysik des Rechts. Mohr, Tübingen 1956.
- (mit Peter Schneider): Verfassungwidrigkeit und Rechtmissbrauch im Aktienrecht. Paragraphen 9 und 15 des Umwandlungsgesetzes von 1956. Zwei Gutachten zum Fall Feldmuehle AG erstattet fuer Hermann Krages, Bremen. Mohr, Tübingen 1960.
- (mit Peter Schneider): Nochmals Verfassungswidrigkeit und Rechtmissbrauch im Aktienrecht. Zwei Stellungnahmen zur öffentlichen Verhandlung im Normenkontrollverfahren betr. §§ 9 und 15 des Umwandlungsgesetzes von 1956 und zum "Fall Feldmühle" (=  Recht und Staat in Geschichte und Gegenwart, Bd. 253/25). Mohr, Tübingen 1965.
- Rechtsgutachten zur Vorsorgekasse des deutschen Holzgewerbes. Gewerkschaft Holz, Düsseldorf 1965.
- Der Mensch als Objekt des Rechts, zugleich ein Beitrag zur Jugendrevolte. In: Otto Bachof (Hrsg.): Tübinger Festschrift für Eduard Kern (= Tübinger rechtswissenschaftliche Abhandlungen, Bd. 24). Mohr, Tübingen 1968, S. 127–138.
- Ethoswandel als Anpassungsvorgang? In: Johannes Schlemmer (Hrsg.): Anpassung als Notwendigkeit. Zur Überwindung eines modischen Missverständnisses. Piper, München 1973, S. 156–167, ISBN 3-492-00346-X.
- Zukunft ohne Ethos? In: Erich Kellner (Hrsg.): Religionslose Gesellschaft. Europa-Verlag, Wien 1976, S. 71–88, ISBN 3-203-50584-3.
- Future prospects of the sozialer Rechtsstaat. In: Francis Charles Hutley u. a. (Hrsg.): Law and the future of society (= Archiv für Rechts- und Sozialphilosophie, N.F., Bd. 11). Steiner, Wiesbaden 1979, S. 145–155, ISBN 3-515-02802-1.

- Existenz und Auftrag. Mohr, Tübingen 1991, ISBN 3-16-145792-7.